# Sakurako-san no Ashimoto ni wa Shitai ga Umatteiru
Sakurako-san no Ashimoto ni wa Shitai ga Umatteiru (櫻子さんの足下には死体が埋まっている, lit. "Um cadáver está enterrado sob os pés de Sakurako") é uma série de light novel escrita por Shiori Ōta e ilustrada por Tetsuo. A série é publicada pela editora Kadokawa Shoten sob o rótulo Kadokawa Bunko, desde 2013, com um total de seiscentas mil cópias impressas. Uma adaptação em animé feita pelo estúdio Troyca, foi emitida entre 7 de outubro e 23 de dezembro de 2015, e no Brasil foi transmitida simultaneamente pela Crunchyroll.

## Enredo
A história passa-se em Asahikawa, Hokkaido, onde vive o estudante Shōtarō Tatewaki (館脇 正太郎) e a especialista em ossos, Sakurako Kujō (九条 櫻子), que tem a capacidade analisar cada espécie. Shōtarō torna-se assistente de Sakurako e, juntos, resolvem os mistérios que cercam a cidade.

## Personagens
Shōtarō Tatewaki (館脇 正太郎, Tatewaki Shōtarō)
Voz de: Yūki Kaji (teatro radiofónico), Junya Enoki (anime)
Um estudante que ajuda Sakurako a cavar ossos em suas expedições. Acontece que eles sempre encontram ossos do esqueleto humano no processo.  Ele tenta colocar juízo em Sakurako, pois quando esta encontra estes tipos de ossos, quer guardá-los só para si.
Sakurako Kujou (九条 櫻子, Kujō Sakurako)
Voz de: Ami Koshimizu (teatro radiofónico), Shizuka Itō (anime)
Ela é uma rapariga perspicaz que vem de uma família proeminente e mora numa grande casa velha com apenas uma governante como companheira.  Seu passatempo é recolher ossos de animais mortos e reconstruí-los.  No entanto, ela está mais interessada em ossos de humanos.  Como uma osteologista, ela também desenvolveu habilidades judiciais herdadas de seu tio, um cientista forense proeminente na prefeitura, que tem ajudado com muitos assassinatos não resolvidos. Ela tem aversão relacionada a relações interpessoais, mesmo tendo um noivo trabalhando com a polícia na prefeitura.  Ela costuma referir-se a Shotaro como "shōnen" ("garoto") em vez do seu nome real.
Yuriko Kōgami (鴻上 百合子, Kōgami Yuriko)
Voz de: Ayaka Imamura (anime)
A colega de Shōtarō, que por coincidência, acaba se envolvendo nos seus casos.
Ume Sawa (沢 梅, Sawa Ume) / Baayasan (ばあやさん)
Voz de: Masako Isobe (anime)
Itsuki Isozaki (磯崎 齋, Isozaki Itsuki)
Voz de: Shunya Hiruma (teatro radiofónico), Akira Ishida (anime)
Um professor de ciências da vida na escola de Shōtarō. Ele é atraente, mas um pouco arrogante, apesar de se importar com seus alunos.
Sōko Chiyoda (千代田 薔子, Chiyoda Sōko)
Voz de: Kikuko Inoue (anime)
Naoe Ariwara (在原 直江, Ariwara Naoe)
Naoe é o noivo de Sakurako que trabalha como polícia e cumpre por ela, quando trabalha num caso.
Hiroki Utsumi (内海 洋貴, Utsumi Hiroki)
Voz de: Hiroki Takahashi (anime)
Hector (へクター, Hekutā)
Um cão que era de uma família que Sakurako ajudou. Após a família se mudar para um apartamento, Hector é dado para Sakurako. Hector demonstra consistentemente um forte interesse e entusiasmo em cadáveres, vive a procurá-los e quando encontra, não sai de perto deles, e quando novos esqueletos chegam, Hector se anima demasiado como Sakurako.
Haruto Imai (今居 陽人, Imai Haruto)
Voz de: Tetsuya Kakihara (anime)
Hanabusa (花房)
Voz de: Takehito Koyasu (anime)
Um pintor profissional. Ele é o cérebro por trás dos homicídios que Sakurako investiga.

## Média

### Light novel
A série de light novels foi escrita por Shiori Ōta e ilustrada por Tetsuo. O primeiro volume foi publicado pela Kadokawa Shoten a 23 de fevereiro de 2013, e oito volumes foram comercializados até 24 de setembro de 2015.

### Anime
A adaptação em anime foi anunciada em fevereiro de 2015. A série foi dirigida por Makoto Katō, escrita por Takayo Ikami e produzida pelo estúdio Troyca. O tema de abertura intitulado Dear Answer foi interpretado por True (Miho Karasawa), e o tema de encerramento Uchiyoserareta Bōkyaku no Zankyō ni (打ち寄せられた忘却の残響に) foi interpretado pelo grupo Technoboys Pulcraft Green-Fund, que compôs a banda sonora. Na América do Norte foi licenciada pela Sentai Filmworks. Nos países francófonos foi exibida pelo Anime Digital Network.

#### Episódios
| #  | Título | Exibição original      |
| -- | --- | ---------------------- |
| 1  | "A Princesa que Ama Ossos" "Hone mezuru himegimi (骨愛ずる姫君)"                                             | 7 de outubro de 2015   |
| 2  | "Onde Você Mora?" "Anata no ouchi wa doko desuka (貴方のお家はどこですか)"                                   | 14 de outubro de 2015  |
| 3  | "Os Adormecidos Ossos Veranis" "Natsu ni nemuru hone (夏に眠る骨)"                                           | 21 de outubro de 2015  |
| 4  | "O Homem Amaldiçoado Parte 1" "Norowareta Otoko Zenpen (呪われた男 前編)"                                    | 28 de outubro de 2015  |
| 5  | "O Homem Amaldiçoado Parte 2" "Norowareta Otoko Kōhen (呪われた男 後編)"                                     | 4 de novembro de 2015  |
| 6  | "Irregularidades na Ponte Asahi" "Asahi Burijji Iregyurāzu (アサヒ・ブリッジ・イレギュラーズ)"               | 11 de novembro de 2015 |
| 7  | "Os Ossos Prometidos Parte 1" "Takusareta Hone Zenpen (託された骨 前編)"                                     | 18 de novembro de 2015 |
| 8  | "Os Ossos Prometidos Parte 2" "Takusareta Hone Kōhen (託された骨 後編)"                                      | 25 de novembro de 2015 |
| 9  | "Pudim da Vovó" "Obāchan no Purin (お祖母ちゃんのプリン)"                                                    | 2 de dezembro de 2015  |
| 10 | "As Borboletas Sumiram em Novembro Parte 1" "Chō wa Ju-ichi-gatsu ni Kieta Zenpen (蝶は十一月に消えた 前編)" | 9 de dezembro de 2015  |
| 11 | "As Borboletas Sumiram em Novembro Parte 2" "Chō wa Ju-ichi-gatsu ni Kieta Kōhen (蝶は十一月に消えた 後編)"  | 16 de dezembro de 2015 |
| 12 | "Sob os Pés de Sakurako-san..." "Sakurako-san no Ashimoto ni wa... (櫻子さんの足下には...)"                  | 23 de dezembro de 2015 |